# Rodrigo González de la Puebla
Rodrigo González de la Puebla (* um 1450 in Toledo; † 1525) war von 1485 bis 1489 Botschafter von Ferdinand II. von Aragon bei Heinrich VII. von England.

## Leben
Sein Vater war Johan González de la Puebla.

## Orden de Santiago
Rodrigo González de la Puebla war in den Santiagoorden, welcher von Ferdinand II. geleitet wurde, eingetreten.
1476 hatte Ferdinand II. beim Heiligen Stuhl eine unbefristete Berufung zur Leitung des Santiagoordens beantragt. Im Rahmen der Rekonquista entwickelte sich der Ordensrat des Santiagoordens zum Consejo Real. Eine entsprechende päpstliche Bulle, ernannte Ferdinand I., als dreizehnt Ältesten, zum Vorsitzenden des Ordensrates. Ferdinand II. berief für dieses Regierungsgremium, Doctor Antonio Rodríguez de Alíllo und González zu Oidores, Doctor Juan Díaz de Alcocer als Secretario (Minister), Ginés de Roble als Kanzler und Pedro de Orozco als Staatsanwalt.
1487 waren Rodrigo González de la Puebla, Juan de Sepúlveda und Diego de Guevara in London, um den Ehevertrag von Katharina von Aragón und Arthur Tudor auszuhandeln. 1489 wurde er Ambassador to the Court of St James’s und leitete damit die zweite ständige Vertretung im Ausland der Regierung Spaniens, welche nach der Vertretung beim Heiligen Stuhl eingerichtet worden war. Puebla war mit drei Jahren Unterbrechung, mehr als 20 Jahre in England.

## Treaty of Okyng

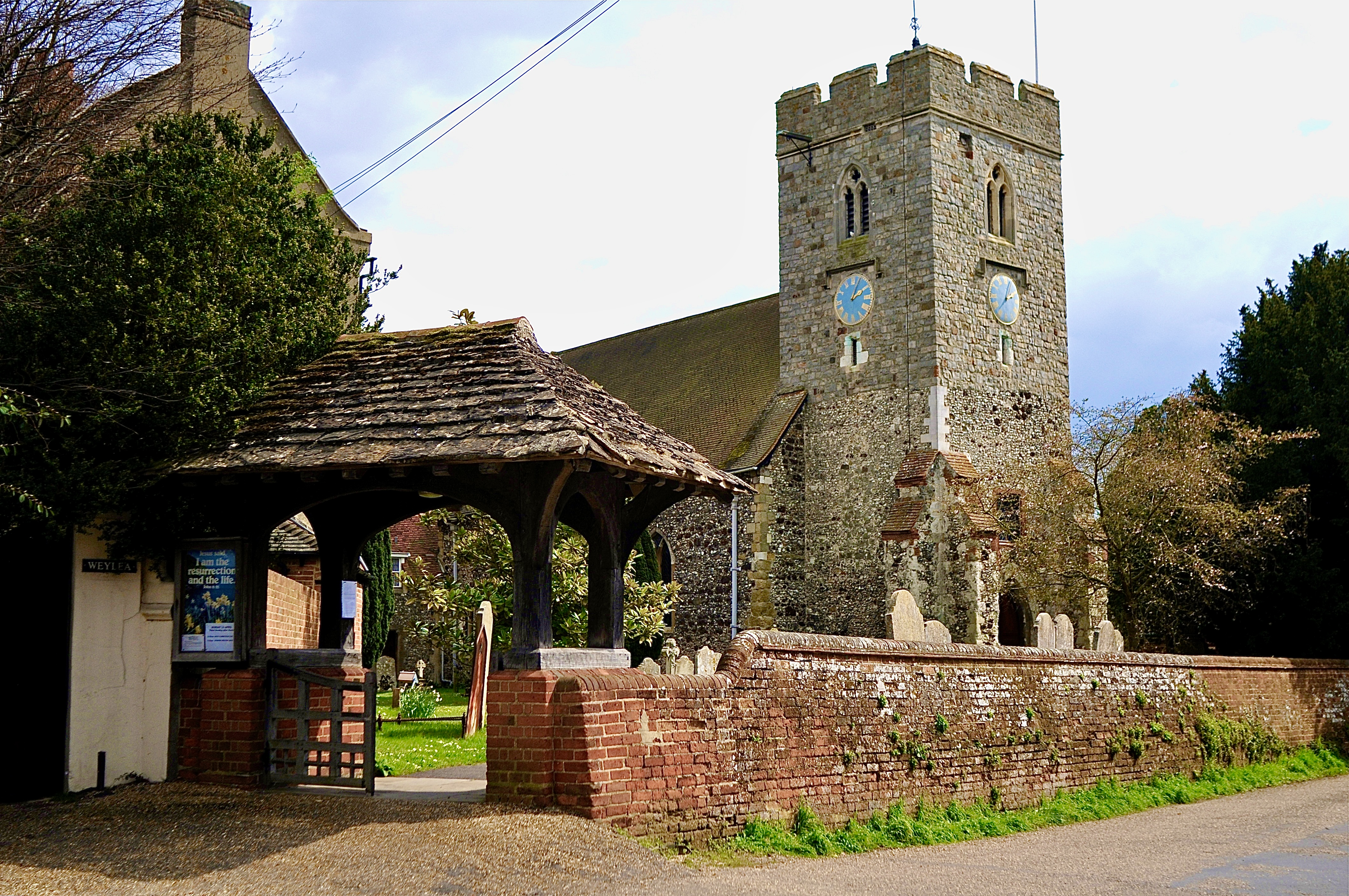
St Peter’s Church, Okyng

Nachdem der Hof von Kastilien 1488 von Valencia nach Orihuela verlegt worden war, reiste das katholische Königspaar, nach Murcia und empfing dort Gesandte von Heinrich VII. von England. Dieser hatte, den von Puebla übermittelten Vorschlag eines bilateralen Staatsvertrages angenommen. Die Gesandten von Heinrich VII. verhandelten über eine Verbindung der Königshäuser durch eine Heirat von Katharina von Aragón mit Arthur Tudor, eine politische Allianz, welche vor allem auf die Unabhängigkeit der Bretagne zum Gegenstand hatte und ein Handelsabkommen, welches vor allem, Rechtssicherheit für die spanische Gemeinde in London suchte. Am 30. April 1488 wurde Juan de Sepúlveda zur weiteren Konkretisierung der Staatsverträge als weiterer Gesandter nach London entsandt. 1490 wurde der Vertrag von Woking Palace zwischen Maximilian I., Heinrich VII., Isabella I. und Ferdinand II. vertreten durch Puebla unterzeichnet.
1495 führte González mit Heinrich VII. Verhandlungen, es konnte Einverständnis darüber gefunden werden, dass Spanien bei den Territorien von Burgund vermittelt.
1500 bilden spanische Händler in Frankreich und England eine stabile Handelsmacht. Ferdinand II. beteiligt sich am Handel mit Salz aus La Mata und aus Ibiza und Isabella I. von Kastilien investierte in Schiffe auf der Ruta de Flandes. Der gesamte Handel auf der Ruta de Flandes (Ostende, Amberes, Santander, Burgos, Sevilla) wurde von Burgos kontrolliert. Heinrich der VII. protestierte, dass die maßlosen Vorrechte, welche die Spanier durch den Vertrag erworben hätten, ihnen erlauben würden, einen ruinösen Wettbewerb gegen seine Untertanen zu führen, ohne dass er angemessen darauf reagieren könnte, berichtete Puebla. Eine spanische Pragmatica (Regel) von 1500 verbot Nichtspaniern das Befördern von Fracht auf spanischen Schiffen.
Puebela, berichtete in einem Brief vom 11. Januar 1500, dem katholischen Königspaar, dass Philipp I. seine Schwester, dazu benutzen möchte, seine Schwägerin Katharina von Aragón aus der Erbschaft des britischen Krone auszubooten, in dem Margarete von Österreich (1480–1530), seit 4. Oktober 1497 verwitwet, Arthur Tudor geheiratete hätte. Die Botschafter in London Puebla und Pedro de Ayala rieten die Reise von Katharina von Aragón nach England vorzuverlegen. Puebla erhielt in Briefen vom 20 und 27. Januar 1500 Weisungen. Er sollte Heinrich VII. auf die Gefahr, welche die Osmanen als Herrscher über Lepanto für die Seefahrt im Mittelmeer darstellen, hinweisen und ein Verteidigungsbündnis Spanien, Portugal und England für den Mittelmeerraum vorschlagen. Das katholische Königspaar sandte Fadrique Álvarez de Toledo, 2. Herzog von Alba aus. Im Mai 1500 gaben sie ihm Weisung, sich nicht gegenüber den spanischen Botschaftern zu äußeren. Als Grund für die Nichtreise von Katarina sollen die Gefahren des Winters angegeben werden. An Puebla wurden zwei verschiedene Ausführungen des Ehe-Staats-Vertrages gesandt. Die zweite Ausführung war im Kapitel drei um eine Erklärung ergänzt, dass der Vater Ludwig XII. und Philipp I. keine Hilfe, außer der Verteidigung ihres Hauses, erhalten würden.
Puebla stand im begründeten Verdacht, das katholisch Königspaar zu verraten. Puebla erhielt am 12. April 1500 seine Dokumente und seinen Akkreditierungsbrief, welche ihm das katholische Königspaar im Januar und Februar 1500 gesandt hatten, und suchte mit diesen unverzüglich Heinrich den VII. auf. Es gelang Puebla, mit Heinrich VII. den Vertrag abzuschließen, während dieser eine Reise auf den Kontinent plante. Portugal war im Staatsvertrag als Alliierter aufgenommen. Unterdessen hatte Fadrique Álvarez de Toledo, 2. Herzog von Alba die Weisung, in Brüssel einen Botschaftsposten zu beziehen, hatte aber, als Heinrich VII. am 8. Mai 1500 den Ärmelkanal überquerte, noch nicht einmal die Grenzen Spaniens überquert.
Puebla hatte für seine Diplomatenpost eine Chiffre entwickelt.